# Ottaviano - San Pietro - Musei Vaticani

Ottaviano - San Pietro - Musei Vaticani is een metrostation in het stadsdeel municipio XIII van de Italiaanse hoofdstad Rome. Het station werd geopend op 16 februari 1980 en wordt bediend door lijn A van de metro van Rome.

## Geschiedenis
In de metroplannen uit 1941 was het station onder het kruispunt van de viale Giulio Cesare en de via Ottaviano opgenomen als onderdeel van lijn C. Deze lijn zou het tussen 1927 en 1933 gebouwde sportcomplex, Foro Mussolini, in het noorden met de binnenstad verbinden via Ottaviano. Na de Tweede Wereldoorlog werden de plannen voor de metro aangepast. Lijn A, die in de plannen van 1941 de Tiber zou kruisen bij de Villa Glori, werd vanaf Flaminio naar het westen in plaats van het noorden gelegd. In het tracébesluit van 1959 werd Ottaviano het westelijke eindpunt van lijn A waarbij de perrons oost-west liggen in plaats van noord-zuid. De oplevering vond plaats in juni 1979 en begin 1980 begon de reizigersdienst. Na de opening van lijn A kwamen weer uitbreidingsplannen op tafel waaronder een verlenging van lijn A naar het westen met een aftakking naar het, inmiddels Foro Italico geheten, sportcomplex rond het Olympisch Stadion. In 2005 werd een nieuw plan voor lijn C gepresenteerd waarin tussen Venezia en Ottaviano het in 1941 voorgestelde traject gevolgd wordt. Hierdoor zal Ottaviano in de toekomst een kruisingsstation worden, de bouw ten westen van Venezia werd echter in 2010 opgeschort zodat de opleveringsdatum onzeker is.  De verlenging van lijn A naar het westen werd gerealiseerd in mei 1999 en Ottaviano is sindsdien dan ook geen eindpunt meer. In 2006 en 2007 vond archeologisch onderzoek plaats rond het station als voorbereiding op de aanleg van lijn C. In verband met de nabijheid van het Vaticaans museum, Vaticaanstad en de Sint-Pieter is in 2007 
San Pietro aan de stationsnaam toegevoegd en korte tijd later werd de toevoeging Musei Vaticani overgenomen van metrostation Cipro.

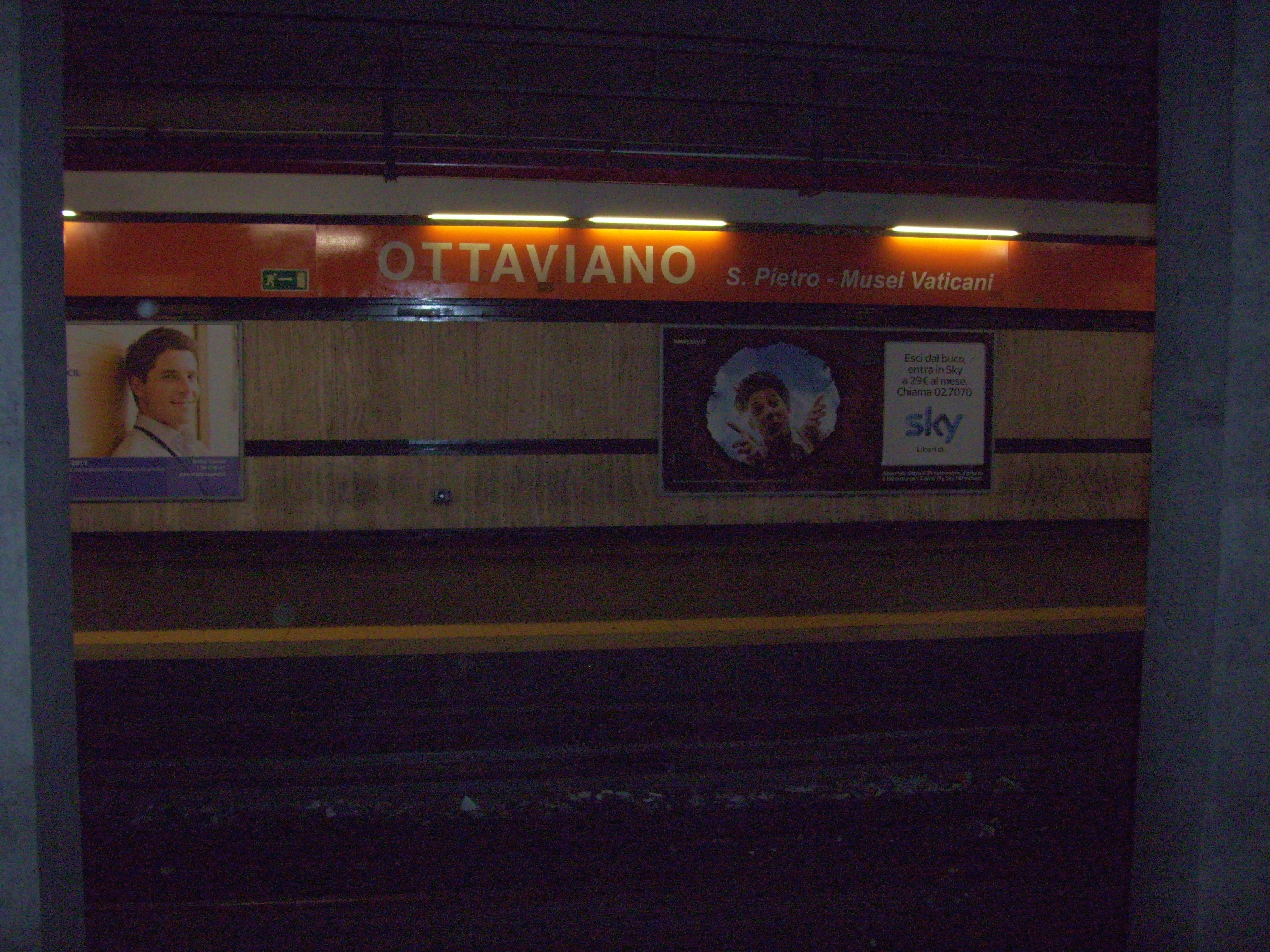
De oorspronkelijke afwerking
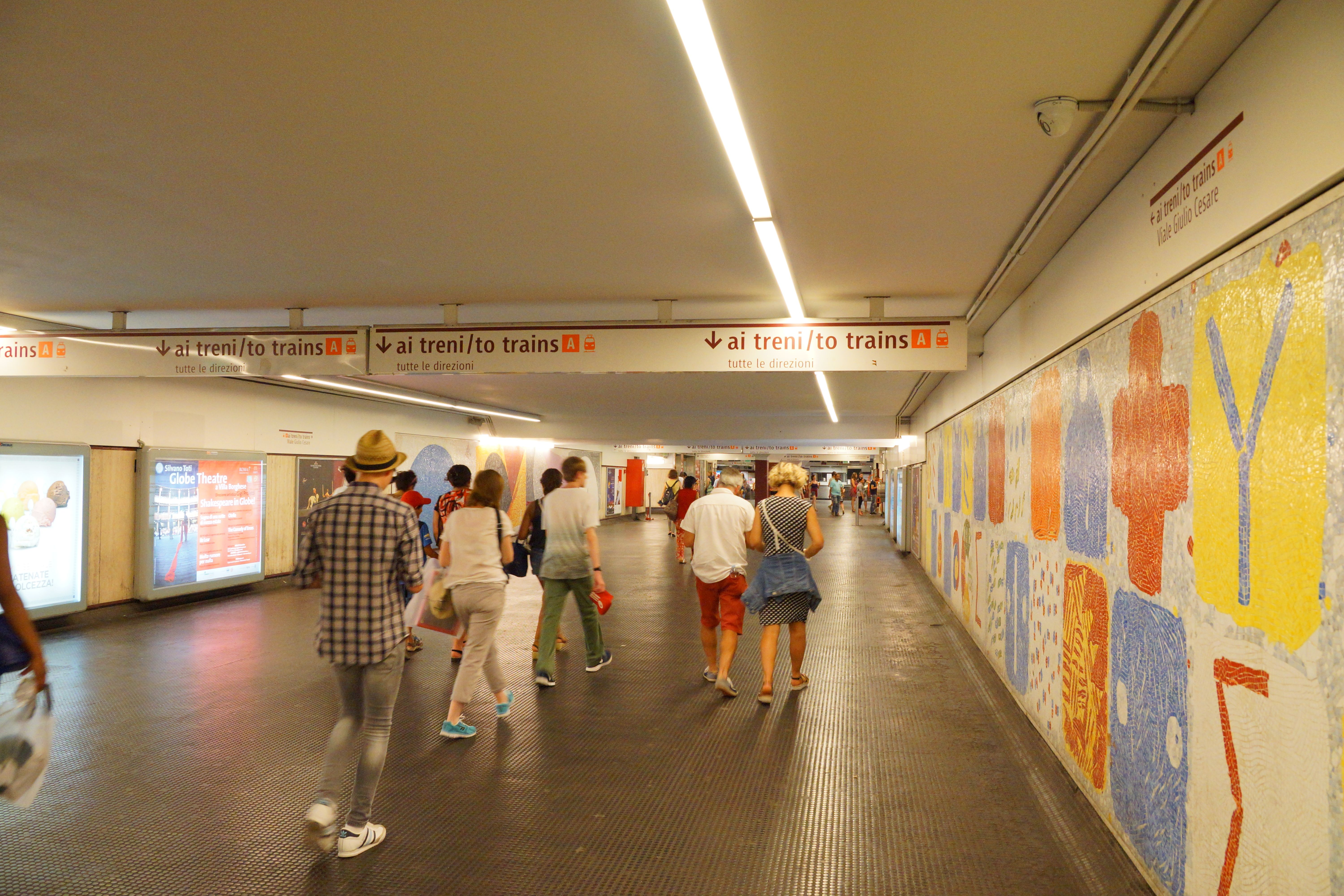
De verdeelhal  met de mozaïeken op de wanden.
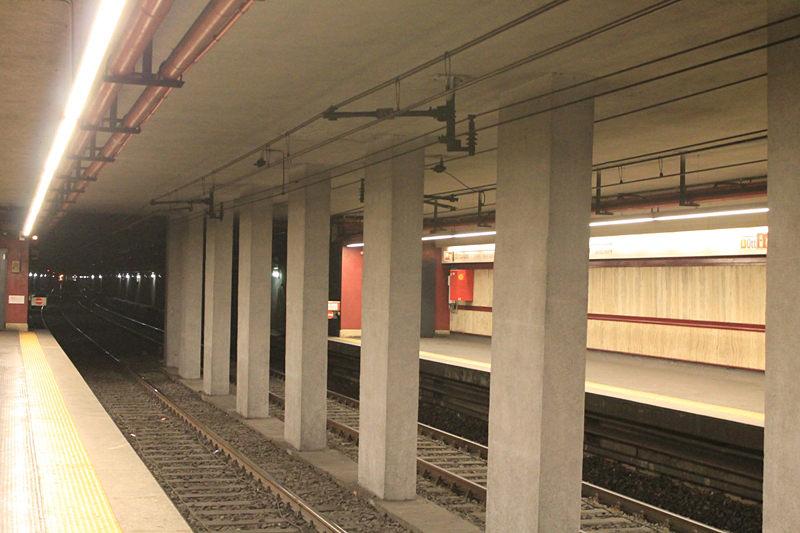
Een blik in de tunnel richting Lepanto

## Ligging en inrichting
De verdeelhal ligt onder het kruispunt en de via Barletta, de toegangen vanaf de straat liggen op de hoeken van het kruispunt. In 1980 was het station afgewerkt met stenen panelen op de wanden en oranje plinten en lijsten met witte belettering. In 2005 kwam groot onderhoud van de lijn aan de orde en in 2012 waren Ottaviano en Lepanto aan de beurt. Hierbij werden, naar voorbeeld van Manzoni, de oranje panelen vervangen door witte en de belettering aangepast waardoor het geheel helderder is geworden dan het oorspronkelijke interieur. In het kader van de ArteMetroprijs is in de verdeelhal een mozaïek van de hand van de Japanner Shu Takahashi en de Engelsman Joe Tilson aangebracht. Naast het opknappen van het interieur werd ook de kaartverkoop gemoderniseerd en werd het station toegankelijk gemaakt voor gehandicapten, onder meer door de installatie van trapliften. Richting Lepanto ligt een opstelspoor tussen de doorgaande sporen. In verband met de vroegere functie als eindpunt ligt ten westen van het station een kruiswissel met twee kopsporen, waar de metro's kunnen keren. De doorgaande sporen van en naar Cipro liggen aan de buitenkant van de keersporen waarbij het noordelijke spoor op een helling ligt en aan het eind van de kopsporen 1 niveau onder de andere sporen. Door deze constructie zouden de kopsporen als begin van de aftakking verlengd kunnen worden en daarbij het noordelijk spoor ongelijkvloers kruisen. Sinds 2005 is de aftakking van de baan maar toen was de helling al in gebruik door de verlenging naar het westen.    